# 池尻 (世田谷區)
池尻（日语：／ Ikejiri */?）是東京都世田谷區的地名。現行行政地名為池尻一丁目至四丁目。郵遞區號為154-0001。

## 地理
位於東京都世田谷區東部，屬世田谷地域與北澤地域，主要為住宅地。北鄰代澤，西接三宿、太子堂，南連下馬，東通目黑區大橋、東山、上目黑。

## 歷史
此地屬舊荏原郡池尻村。吉良氏部將橋本天王丸之子兵庫重壽在17世紀前半開發此地。1945年以前，國道246號南側（池尻1丁目與2丁目）是陸軍練兵場，後來改建為陸上自衛隊三宿駐屯地（自衛隊中央醫院、陸上自衛隊衛生學校、防衛廳技術研究所）與池尻小學校、世田谷公園、國家公務員官舍與都營公寓等國家與東京都建物。

### 地名由來
本地是北澤川與烏山川匯合成目黑川的沼澤地帶。池尻的「尻」意為「出口」，代表池、沼、湖連通河川的部分。

## 交通
東急田園都市線池尻大橋站位於池尻與大橋之間。主要道路有國道246號（玉川通）、東京都道420號鮫洲大山線、首都高速3號澀谷線（池尻出入口）が通り，東京都道423號澀谷經堂線（淡島通）。

## 備註
1. ↑  平成25年（2013年）の世田谷区の町丁別人口と世帯数 - 世田谷区